# Bardi Gyöngyi
Bardi Gyöngyi (asszonynevén Bardi-Gerevich Gyöngyi, Hosszúpályi, 1958. február 2. –) magyar válogatott röplabdázó, 329 alkalommal szerepelt a válogatottban. A Magyar Röplabda Szövetség tiszteletbeli elnöke, a magyar röplabdázás nagykövete. A 174 cm magas szélső ütő (outside hitter) játékosként tízszeres magyar bajnok és nyolcszoros Magyar Népköztársasági Kupa győztes. Olimpiai negyedik helyezett, Európa-bajnoki bronzérmes, ötször választották Magyarországon az év női röplabdajátékosának.

## Sportpályafutása[2]
Debrecenben kezdett röplabdázni 1970-ben, 2000-ben fejezte be pályafutását a Vasasban. 329 alkalommal öltötte magára a nemzeti mezt. Tagja volt az 1976. évi nyári olimpiai játékokon, Montrealban, és az 1980. évi nyári olimpiai játékokon, Moszkvában szereplő csapatnak, mindkét alkalommal negyedik helyen végeztek. Európa-bajnoki bronzérmes (1977, 1981, 1983), mindhárom Európa-bajnokságon Európa válogatottnak, valamint 1983-ban Európa legsokoldalúbb játékosának választották. BEK-ezüstérmes (1978, 1979), és BEK-bronzérmes (1980).
A röplabda sport népszerűsítésében segíti a Magyar Röplabda Szövetség elnökének munkáját, emellett a sportág arcaként részt vesz különböző hazai és nemzetközi sportdiplomáciai eseményeken is. Célja, minél több emberrel megismertetni és megszerettetni a röplabdát.

## Csapatai[3]
- 1970: Debreceni Volán,
- 1974: NIM SE,
- 1981: Vasas,
- 1985: Újpest,
- 1987: Eczacibasi Istanbul,
- 1992: Eger SE,
- 1994: Vasas

## Családja
Első férje Gerevich Pál vívó, házasságkötés időpontja: 1979 májusa. Lánya: Gerevich Bea (1980. február 23. –) röplabdázó, Menczer Tamás külügyminisztériumi államtitkár felesége. Második férje: Mészöly Kálmán labdarúgó.